# Zapora (powieść)
Zapora – tytuł oryginalny (szw.) Brandvägg – powieść kryminalna wydana w roku 1998, autorstwa szwedzkiego pisarza Henninga Mankella, stanowiąca ósmą w serii o przygodach Kurta Wallandera. Jej polskie tłumaczenie ukazało się w roku 2008 nakładem wydawnictwa WAB.

## Fabuła
W Szwecji ma miejsce seria dziwnych wydarzeń: pewien mężczyzna ginie przed bankomatem, dwie młode kobiety masakrują starego taksówkarza, na pokładzie promu pływającego po Bałtyku dochodzi do morderstwa, a inżynier pracujący na jednej z podstacji elektroenergetycznych dokonuje makabrycznego odkrycia podczas badania przyczyny przerwy w dostawach prądu w całym kraju. Z postępem śledztwa Wallander odkrywa złowieszczy plan zagrażający cywilizacji zachodniej.

### Motyw
Głównym wątkiem, wokół którego rozgrywa się akcja powieści, są bieda oraz dylematy świata zachodniego. Główny złoczyńca jest utalentowanym informatykiem, chcącym naprawić krzywdy świata poprzez „usunięcie” dużych sum pieniędzy z międzynarodowych systemów bankowych, doprowadzając tym samym do finansowej paniki.

## Adaptacje
W roku 2006, szwedzka firma Tre Vänner Produktion wyprodukowała czteroodcinkowy miniserial telewizyjny będący adaptacją Zapory, w którym główną rolę zagrał Rolf Lassgård. W roku 2008 telewizja BBC wyemitowała 90-minutowy odcinek swojego serialu Wallander nakręconego na podstawie tej powieści – w rolę głównego bohatera wcielił się tu Kenneth Branagh.